# Miroslav Klose
Miroslav Josef „Miro“ Klose (polnisch Mirosław Józef Klose; * 9. Juni 1978 in Opole, Polen) ist ein deutscher Fußballtrainer und ehemaliger -spieler. Der Stürmer stand im Laufe seiner Karriere in der Bundesliga beim 1. FC Kaiserslautern, dem SV Werder Bremen und dem FC Bayern München sowie in der Serie A bei Lazio Rom unter Vertrag. Mit dem FC Bayern gewann er zweimal das Double und mit Lazio Rom einmal den italienischen Pokal.
Mit 71 Treffern ist er erfolgreichster Torschütze der deutschen Nationalmannschaft, für die er von 2001 bis 2014 spielte. Im Jahr 2014 wurde er mit der Nationalmannschaft in Brasilien Weltmeister und mit seinem insgesamt 16. Tor vor dem Brasilianer Ronaldo (15) zum alleinigen WM-Rekordtorschützen. Er ist zudem der einzige Spieler, der in vier WM-Halbfinalen eingesetzt wurde. Klose absolvierte 137 Länderspieleinsätze, was außer Rekordnationalspieler Lothar Matthäus kein anderer deutscher Fußballnationalspieler schaffte.
Seit 2018 ist Klose als Trainer tätig, zunächst beim FC Bayern München als Nachwuchs- und Co-Trainer, anschließend für neun Monate beim österreichischen Bundesligisten SCR Altach und seit Juni 2024 beim 1. FC Nürnberg.

## Leben
Miroslav Klose ist der Sohn des deutschstämmigen Fußballspielers Josef Klose und der ehemaligen polnischen Handballnationalspielerin Barbara Jeż. Er wurde 1978 in der oberschlesischen Stadt Opole geboren. Sein Vater gehörte zur deutschen Minderheit in Polen. Wenige Monate nach Kloses Geburt erhielt sein Vater einen Vertrag als Fußballprofi beim AJ Auxerre, und die Familie zog für knapp sechs Jahre nach Frankreich. Nach einem Jahr in Polen kam Klose 1985 mit seinen Eltern und der älteren Schwester als Aussiedler nach Kusel im Nordpfälzer Bergland. Dort besuchte er die örtliche Haupt- und Realschule und absolvierte anschließend eine Lehre zum Zimmermann. Danach widmete er sich vorrangig dem Fußball, zunächst als Amateur, später als Profisportler.

## Karriere als Spieler

### Vereine

#### Jugend-/Amateurzeit
Seine ersten Erfahrungen als Fußballer sammelte Klose in den Jugendmannschaften der SG Blaubach-Diedelkopf; nach der A-Jugend spielte er in der Bezirksliga Westpfalz (siebte Liga). 1998 – im Alter von 20 Jahren – wechselte Klose zum FC 08 Homburg und spielte dort sowohl in der zweiten Mannschaft in der Verbandsliga Saar (fünfte Liga) als auch in der Regionalliga-Mannschaft (dritte Liga).

#### 1. FC Kaiserslautern (1999–2004)

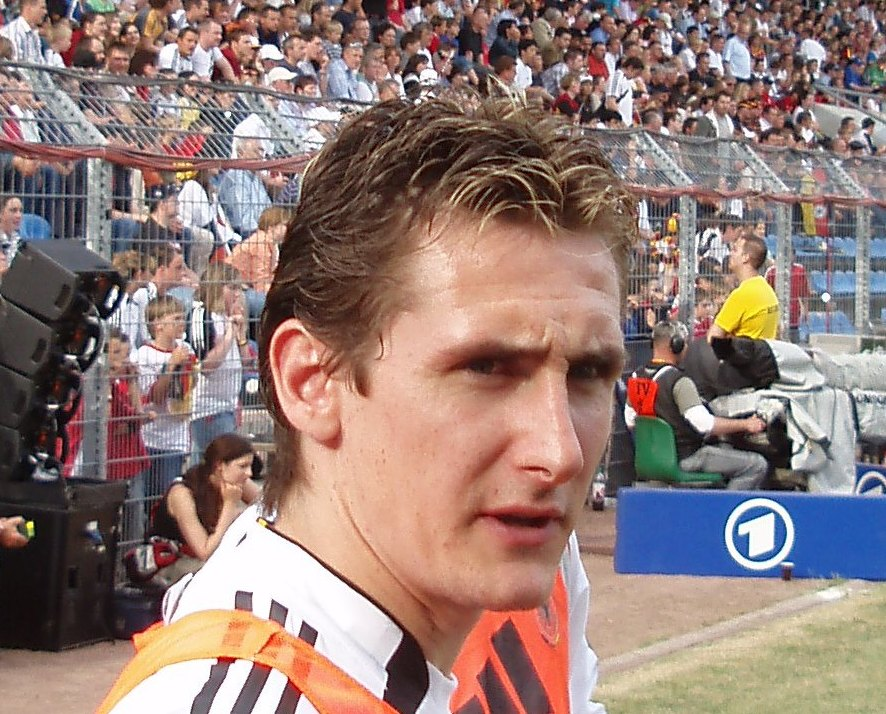
Klose (2006)

1999 verpflichtete ihn der 1. FC Kaiserslautern und Klose wurde dort zunächst in der Amateurmannschaft eingesetzt. Bereits in seiner ersten Saison ließ Trainer Otto Rehhagel ihn mit dem Profikader trainieren und setzte ihn am 15. April 2000 erstmals in der Bundesliga ein. Klose wurde gegen Eintracht Frankfurt nach 76 Minuten für Jörgen Pettersson eingewechselt. Ein erstes Angebot für einen Profivertrag seitens des FCK hatte Klose im Winter 1999/2000 allerdings abgelehnt. Sein sportlicher Durchbruch gelang Klose in der folgenden Spielzeit 2000/01. Ab dem 5. Spieltag machte ihn der neue Trainer Andreas Brehme zum Stammspieler, und zusammen mit Vratislav Lokvenc bildete er ein erfolgreiches Sturmduo. Seinen ersten Bundesligatreffer erzielte Klose beim 2:0-Heimsieg über Werder Bremen am 9. Spieltag, und drei Tage später schoss er gegen Iraklis Thessaloniki sein erstes Tor im UEFA-Pokal (23. Oktober 2000). Insgesamt gelangen Klose in seiner ersten vollen Bundesliga-Saison neun Tore in 29 Einsätzen. Damit avancierte Klose zum absoluten Publikumsliebling am Betzenberg und wurde Nationalspieler. 2001/02 erzielte er 16 Saisontore für die Roten Teufel und damit nur zwei Treffer weniger als die Torschützenkönige Márcio Amoroso und Martin Max. Während Klose 2002 als gefeierter Vizeweltmeister und fünffacher WM-Torschütze nach Kaiserslautern zurückkehrte, erlebte der Verein seinen weiteren sportlichen wie finanziellen Niedergang. Daher sah sich der hoch verschuldete 1. FC Kaiserslautern sogar gezwungen, die Transferrechte an Klose im Oktober 2002 für fünf Millionen Euro an die Tippgesellschaft Lotto Rheinland-Pfalz zu verkaufen. Nach zwei schwächeren Jahren, in denen der FCK trotz neun bzw. zehn Toren von Klose in Abstiegsgefahr geriet und auch die finanziellen Probleme des Vereins immer größer wurden, wechselte er zur Saison 2004/05 für eine Ablösesumme von fünf Millionen Euro zu Werder Bremen.

#### SV Werder Bremen (2004–2007)

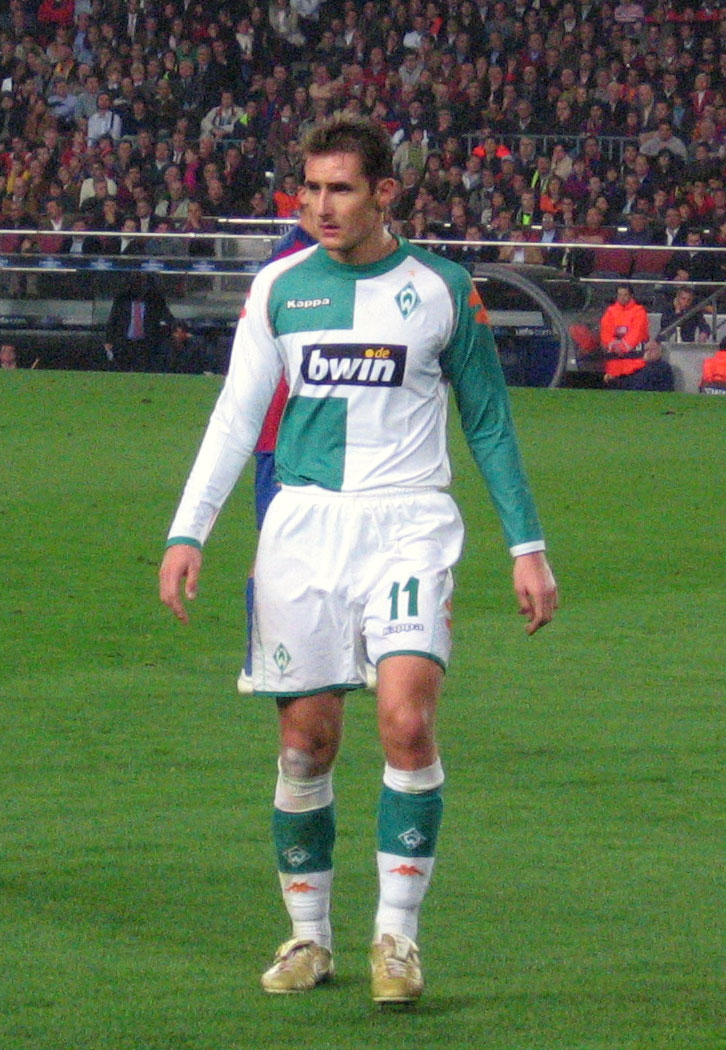
Klose im Trikot von Werder Bremen (2006)

In Bremen unterschrieb Klose einen bis zum 30. Juni 2008 laufenden Vertrag. Nach einem schwachen Start, der ihn auf die Bank brachte und Kritik entfachte, gelang ihm sein Durchbruch am 6. Spieltag, als er im Spiel gegen den VfL Bochum zur Halbzeit eingewechselt wurde und den ersten Hattrick seiner Bundesligakarriere erzielte. Danach brachte er konstant gute Leistungen und ersetzte den Bremer Torschützenkönig Aílton, der zum FC Schalke 04 gewechselt war.
Klose, der zuvor als Spezialist für Kopfballtore gegolten hatte, wurde auch auf dem Boden effektiver und entwickelte sich zu einem mannschaftsdienlichen Spieler, was sich durch seine neun Vorlagen (bei 15 eigenen Treffern) am Ende seiner ersten Saison in Bremen zeigte. In der Saison 2005/06 wurde er mit 25 Toren in 26 Spielen Torschützenkönig der Fußball-Bundesliga. Außerdem wurde er in der gleichen Saison durch seine 14 Vorlagen bester Spieler in der Scorerwertung. Nach einer starken Hinrunde in der Saison 2006/07 folgte in der Rückrunde eine Serie von elf aufeinander folgenden Spielen ohne Torerfolg, die ihn auf nur insgesamt 13 Saisontreffer kommen ließ. Trotzdem erzielte er durch seine 16 Torvorlagen in dieser Saison wieder die meisten Scorerpunkte.
Nach dem Länderspiel der deutschen Nationalmannschaft gegen die Slowakei am 6. Juni 2007 gab Klose bekannt, spätestens ab dem Sommer 2008 bei Bayern München zu spielen.

#### FC Bayern München (2007–2011)
In der Sommerpause 2007 wechselte Klose zum FC Bayern München. Über die Ablösesumme wurde Stillschweigen vereinbart. Sein Vertrag beim FC Bayern München galt für vier Jahre bis zum 30. Juni 2011. Klose erhielt das Trikot mit der Rückennummer 18. Seine Entscheidung, zum FC Bayern zu wechseln und insbesondere die Umstände des Transfers stießen bei den Fans von Werder Bremen auf Kritik. Deshalb wurde er z. B. bei seiner offiziellen Verabschiedung in Bremen am 18. August 2007 ausgepfiffen.
Mit den Bayern gewann Klose 2008 und 2010 das Double aus Deutscher Meisterschaft und DFB-Pokal. 2010 erreichte er mit seinem Team außerdem das Finale der Champions League, das mit 0:2 gegen Inter Mailand verloren wurde. Ende der Saison 2010/11 konnten sich Verein und Spieler nicht auf eine Verlängerung des auslaufenden Vertrags über den 30. Juni 2011 hinaus einigen. Mit 121 Toren war Klose zu diesem Zeitpunkt nach Claudio Pizarro (156 Tore) der erfolgreichste noch aktive Bundesligatorschütze, obwohl seine Torquote beim FC Bayern mit weniger als 0,25 pro Spiel deutlich schlechter als bei den vorherigen Vereinen war.

#### Lazio Rom (2011–2016)

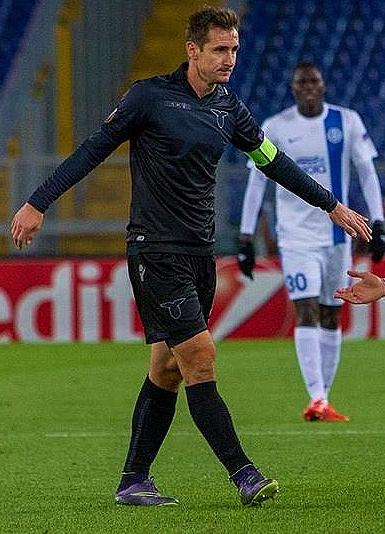
Klose mit Kapitänsbinde bei Lazio Rom (2015)

Zur Saison 2011/12 wechselte Klose ablösefrei zu Lazio Rom. In der italienischen Hauptstadt unterschrieb er einen Dreijahresvertrag, der ihn bis Juni 2014 an Lazio band. Sein erstes Pflichtspiel, in dem er auch seinen ersten Pflichtspieltreffer erzielte, absolvierte er am 18. August 2011 beim Europa-League-Qualifikationsspiel gegen Rabotnički Skopje. Sein erstes Ligator, zugleich das erste Tor der damaligen Saison der Serie A, schoss Klose am 9. September 2011 im Auftaktspiel gegen die AC Mailand. Aufgrund seiner Leistungen wurde Klose vom Kicker-Sportmagazin zum besten im Ausland aktiven deutschen Fußballer der Vorrunde gekürt. In seiner zweiten Saison für Lazio erzielte er am 35. Spieltag im Spiel gegen Bologna fünf Tore, was zuletzt 27 Jahre zuvor Roberto Pruzzo gelungen war. Am 26. Mai 2013 gewann er mit Lazio Rom mit einem 1:0-Sieg gegen den Stadtrivalen AS Rom den italienischen Pokal.
Im Mai 2014 verlängerte Klose seinen Vertrag um ein Jahr mit einer Verlängerungsoption um ein weiteres Jahr. Beim 4:2-Sieg im Ligaspiel gegen Cagliari Calcio am 3. November 2014 erzielte er zwei Tore innerhalb von 60 Sekunden. Im Juni 2015 nutzte er seine Verlängerungsoption, sodass sein Vertrag bei Lazio bis Sommer 2016 galt. Im Mai 2016 gab Klose bekannt, seinen Vertrag nicht mehr zu verlängern und verließ Lazio Rom zum Ende der Saison 2015/16. Er beendete seine Spielerkarriere Anfang November 2016.

### Nationalmannschaft
Klose konnte sich zwischen drei Nationalmannschaften entscheiden: Deutschland, wo er seit seinem 7. Lebensjahr lebte und der Vater seine Wurzeln hatte, Polen, seinem Geburtsland und der Heimat seiner Mutter, und Frankreich, wo er sechs Jahre nach seiner Geburt lebte. Im Februar 2001 reiste der polnische Nationaltrainer Jerzy Engel nach Kaiserslautern, um den Stürmer persönlich zu überreden, in der polnischen Nationalmannschaft zu spielen. Er lehnte jedoch ab, weil er eine Chance auf eine Berufung in die DFB-Elf sah. Klose spielte nie für eine Junioren-Nationalmannschaft.
Sein Debüt in der deutschen Nationalmannschaft gab Klose am 24. März 2001 in Leverkusen beim Sieg gegen Albanien. Dabei erzielte er kurz vor Schluss das entscheidende Tor zum 2:1. Bei der Fußball-Weltmeisterschaft 2002 wurde er mit der deutschen Nationalmannschaft Vizeweltmeister und erhielt für seine fünf WM-Tore, die er allesamt mit dem Kopf erzielte, den Silbernen Schuh für den zweitbesten Torschützen des Turniers. Fünf Kopfballtore gelangen bislang noch keinem anderen Spieler bei einer WM. Alle Tore erzielte er bereits in der Gruppenphase und allein drei davon köpfte er beim 8:0-Sieg gegen Saudi-Arabien im ersten Gruppenspiel.

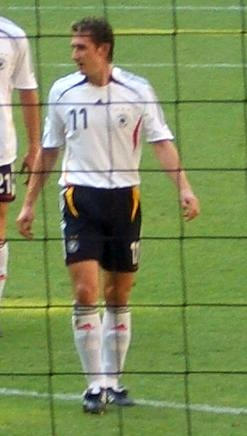
Klose bei der WM 2006

Klose nahm mit der Nationalmannschaft auch an der Europameisterschaft 2004 in Portugal teil, kam wegen einer vorangegangenen Verletzung jedoch kaum zum Zuge. Auch das Jahr 2005 verlief für Klose in der Nationalmannschaft eher unglücklich: Verletzungsbedingt setzte er im Confed-Cup aus, bestritt nur fünf Länderspiele und konnte dabei kein Tor erzielen. Aufgrund seiner überragenden Leistungen in der Bundesliga-Saison 2005/06 und seiner mannschaftsdienlichen Spielweise galt er jedoch schon lange vor der WM 2006 im eigenen Land als gesetzt für die Stammformation.
Beim Eröffnungsspiel der Weltmeisterschaft 2006 gegen Costa Rica erzielte Klose zwei Tore, ebenso wie bei der Partie gegen Ecuador. Beim Achtelfinalspiel der deutschen Mannschaft konnte er mit zwei Torvorlagen für seinen Sturmpartner Lukas Podolski glänzen und hatte maßgeblichen Anteil am 2:0-Sieg über Schweden. Im Viertelfinale gegen Argentinien, einem 5:3-Sieg nach Elfmeterschießen, erzielte er mit dem Ausgleich zum 1:1 sein erstes Kopfballtor für die Nationalmannschaft nach fast drei Jahren. Durch diese fünf Treffer wurde Klose Torschützenkönig der WM 2006 (Gewinner des Goldenen Schuhs).
Für die Fußball-Europameisterschaft 2008 wurde Klose von Bundestrainer Joachim Löw ins Aufgebot der deutschen Mannschaft berufen. Nachdem er in der Gruppenphase noch keinen Turniertreffer erzielen konnte, gelang ihm beim 3:2-Sieg im Viertelfinale gegen Portugal ein Kopfballtreffer zum zwischenzeitlichen 2:0. Zudem schoss er im Halbfinale gegen die Türkei den Treffer zum 2:1 (Endstand 3:2).
Auch für die Weltmeisterschaft 2010 wurde Klose von Joachim Löw in den Kader berufen. In der deutschen Presse und Öffentlichkeit gab es Diskussionen, ob der sich vermeintlich in einer Formkrise befindliche Klose nach einer weniger starken Saison bei Bayern München überhaupt für die Startelf des ersten Spiels nominiert werden sollte. Trainer Löw hielt an seinem erfolgreichsten Stürmer aufgrund des schon häufig gerechtfertigten Vertrauens fest. Im ersten Spiel gegen Australien schoss er das zweite Tor des Spiels, das Deutschland mit 4:0 gewann. Im zweiten Spiel gegen Serbien wurde Klose von dem spanischen Schiedsrichter Alberto Undiano Mallenco nach einer Gelb-Roten Karte wegen wiederholten Foulspiels vom Platz gestellt. Im Achtelfinale schoss er das 1:0 gegen England, im Viertelfinale das 2:0 und 4:0 gegen Argentinien.

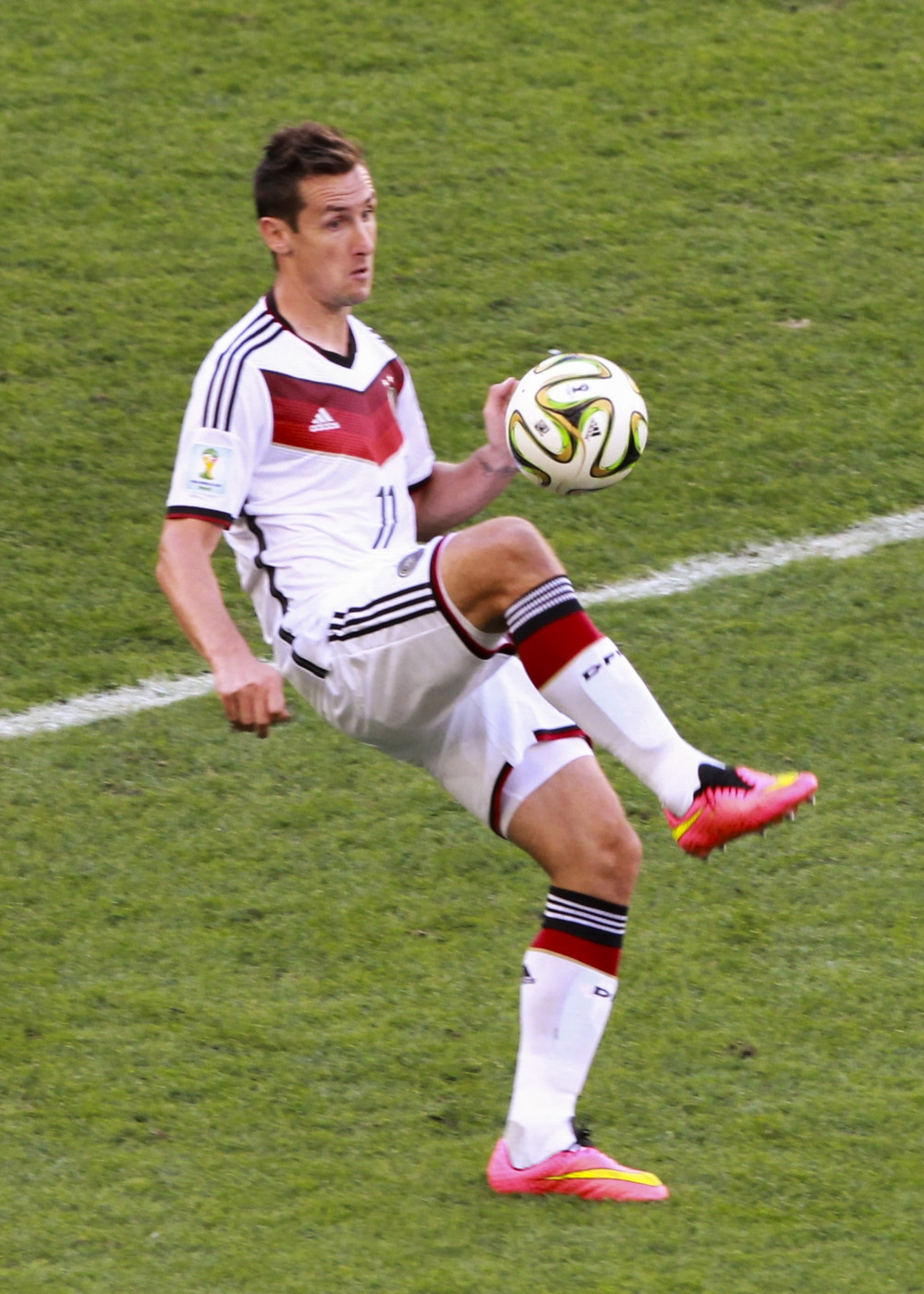
Klose im WM-Finale 2014

Bei der Fußball-Europameisterschaft 2012 stand er erneut im Aufgebot und teilte sich den Platz als Sturmspitze im deutschen Team mit Mario Gómez. In den drei Gruppenspielen und im Halbfinale wurde er für Gómez eingewechselt, im Viertelfinale gegen Griechenland, in dem Klose das 3:1 für Deutschland erzielte, wurde Gómez für ihn eingewechselt. Die deutsche Nationalmannschaft schied nach einer 1:2-Niederlage im Halbfinale gegen Italien aus. Am 6. September 2013 schoss Klose im WM-Qualifikationsspiel gegen Österreich mit dem 1:0 sein 68. Länderspieltor und zog mit Gerd Müller in der ewigen Torschützenliste der Nationalmannschaft gleich.
Im Juni 2014 wurde Klose für den deutschen Kader zur Weltmeisterschaft 2014 in Brasilien nominiert. Am 6. Juni 2014 erzielte er beim 6:1-Sieg im WM-Vorbereitungsspiel gegen Armenien das 4:1 und löste somit nach fast 40 Jahren Gerd Müller als alleinigen Rekordtorschützen der Nationalmannschaft ab. Bei der WM kam er im zweiten Gruppenspiel gegen Ghana erstmals zum Einsatz und erzielte direkt nach seiner Einwechslung sein 15. Tor bei einer Weltmeisterschaft zum 2:2-Endstand. Damit stellte er den WM-Torrekord des Brasilianers Ronaldo ein. Nach einer weiteren Einwechslung im dritten Gruppenspiel gegen die USA wurde Klose im Achtelfinale gegen Algerien nicht eingesetzt. Ab dem Viertelfinale gegen Frankreich gehörte er jedoch bis zum Finale zur Startaufstellung. Am 8. Juli 2014 erzielte er beim 7:1-Sieg im Halbfinalspiel gegen den Gastgeber Brasilien mit dem Treffer zum 2:0 sein 16. WM-Tor und wurde somit alleiniger Rekordhalter.
Das WM-Finale 2014, das die Mannschaft mit 1:0 gegen Argentinien gewann, war Kloses 137. und letztes Spiel für die Nationalmannschaft. Knapp einen Monat später, am 11. August 2014, gab Klose seinen Rücktritt aus der Nationalmannschaft bekannt. Gemeinsam mit den ebenfalls nach der Weltmeisterschaft aus der Nationalelf zurückgetretenen Spielern Philipp Lahm und Per Mertesacker wurde Klose am 3. September 2014 im Rahmen des Freundschaftsspiels gegen Argentinien in Düsseldorf offiziell aus der Nationalmannschaft verabschiedet. Dabei stand er nicht mehr im Kader.

## Karriere als Trainer
Nach seinem Karriereende absolvierte Klose ab November 2016 beim Deutschen Fußball-Bund ein individuelles Ausbildungsprogramm, um später Lizenzen als Trainer und Fußballlehrer zu erwerben. Er war fester Bestandteil der A-Nationalmannschaft und begleitete ausgewählte Maßnahmen im U-Bereich.
Zur Saison 2018/19 übernahm Klose die B1-Junioren (U17) des FC Bayern München, die in der B-Junioren-Bundesliga spielten. Klose unterschrieb einen bis 2020 laufenden Vertrag. Mit ihr wurde er in seiner ersten Saison Meister der Staffel Süd/Südwest, scheiterte aber in der Endrunde um die deutsche Meisterschaft am 1. FC Köln. Die Saison 2019/20 konnte ab März 2020 aufgrund der COVID-19-Pandemie nicht mehr fortgeführt werden. Zum Zeitpunkt des Saisonabbruchs stand die Mannschaft auf dem 3. Platz.
Zur Saison 2020/21 wurde er bei der Profimannschaft neben Hermann Gerland und Danny Röhl Co-Trainer von Hansi Flick. Parallel dazu nahm er am 67. Fußballlehrer-Lehrgang des DFB teil, der aufgrund der COVID-19-Pandemie erstmals digital stattfand. Anfang Mai 2021 erhielt er – nach erfolgreichem Abschluss des Lehrganges – die Fußballlehrerlizenz. Der FC Bayern gewann in dieser Saison den DFL-Supercup, UEFA Super Cup, wurde Klub-Weltmeister und deutscher Meister. Nach der Saison verließ Flick den Verein, um als Nachfolger von Joachim Löw Bundestrainer zu werden. Damit endete auch die Zeit von Klose und Gerland beim Rekordmeister.
Aufgrund von zwei Thrombosen im Bein musste Klose anschließend interessierten Vereinen absagen. Weitere Stationen als Co-Trainer bezeichnete er als den „falschen Weg“. Zur Saison 2022/23 wurde Klose dann Cheftrainer beim österreichischen Bundesligisten SCR Altach. Seine Tätigkeit beim Tabellenneunten der Vorsaison aus Vorarlberg währte bis zum März 2023. Sein Team hatte die Hauptphase der Saison auf dem letzten Platz abgeschlossen; die Vereinsführung entschied sich vor dem Gang in die sogenannte Qualifikationsgruppe zu einem Trainerwechsel. Unter Trainer Klaus Schmidt wurde Altach Vorletzter der Qualifikationsgruppe und schaffte somit den Klassenerhalt.
Zur Saison 2024/25 übernahm Klose den Zweitligisten 1. FC Nürnberg als Nachfolger von Cristian Fiél.

## Rekorde

### Länderspiele insgesamt
Klose hält mit 71 Toren den Rekord für Länderspieltore in der deutschen Nationalmannschaft. In der Rangliste der erfolgreichsten Torschützen aller Nationalmannschaften wird er nur von Cristiano Ronaldo (137), Lionel Messi (112), Ali Daei (108/9), Romelu Lukaku (88), Robert Lewandowski (85), Ferenc Puskás (84),  Neymar (79), Pelé (77), Sándor Kocsis (75) und Harry Kane (72) sowie von einigen Spielern übertroffen, deren Tore von der FIFA teilweise nicht berücksichtigt werden oder die gegen nicht vergleichbare Mannschaften geschossen wurden. Im 21. Jahrhundert erzielten lediglich Cristiano Ronaldo, Lionel Messi, Robert Lewandowski, Romelu Lukaku und Neymar mehr Länderspieltore.  Klose erzielte 32 Länderspieltore nach seinem 30. Geburtstag. Kein deutscher Spieler erzielte mehr Tore in diesem Alter.
Klose absolvierte im Laufe seiner Karriere 137 Länderspiele und wird in Deutschland nur noch von Lothar Matthäus (150 Spiele) übertroffen, kommt aber ebenso wie Matthäus auf 87 Siege.

### Weltmeisterschaften

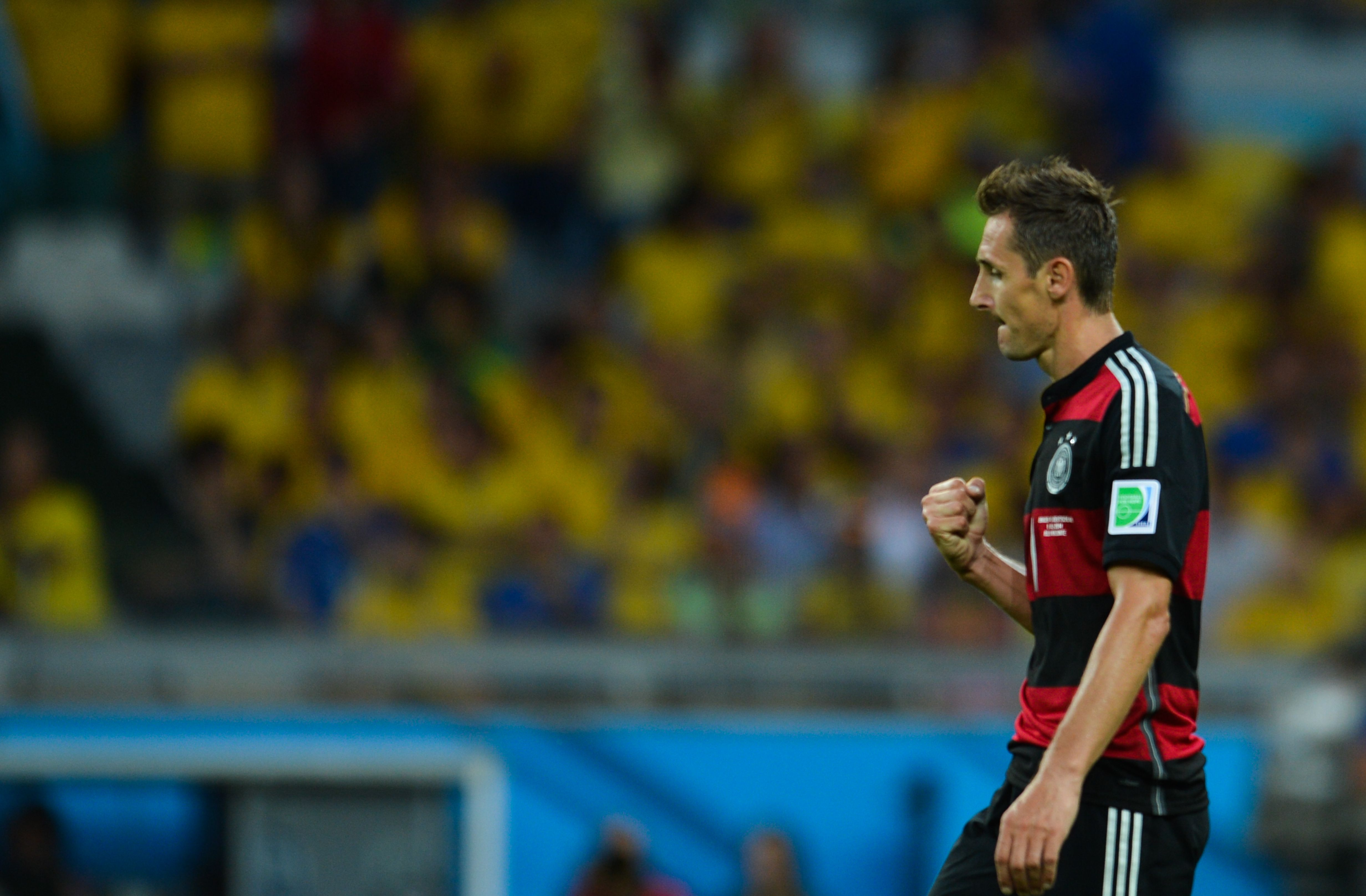
Kloses 16 WM-Treffer sind die meisten in der Geschichte des Wettbewerbs

In der Rangliste der erfolgreichsten Männer-WM-Torschützen liegt Klose mit 16 Toren an der Spitze. Er ist neben Lionel Messi, Pelé, Uwe Seeler und Cristiano Ronaldo einer von fünf Spielern, die mindestens bei vier Weltmeisterschaften jeweils ein Tor erzielt haben, wobei Klose und Seeler jeweils mindestens zweimal trafen. Lediglich Klose und Cristiano Ronaldo kamen auf vier verschiedenen Kontinenten zum WM-Torerfolg. Außerdem ist er weltweit der einzige Spieler, der in drei Weltmeisterschafts-Endrunden jeweils mindestens vier Tore erzielt hat. Bei zwei WM-Turnieren markierte er jeweils fünf Treffer, was außer ihm nur seinem ehemaligen Teamkollegen Thomas Müller und dem Peruaner Teófilo Cubillas gelang.
Außerdem ist Klose einer von fünf Spielern, die bei Fußball-Weltmeisterschaften alle drei Medaillen gewannen. Während Klose bei der WM 2006 und 2010 jeweils Bronze, 2002 Silber und 2014 Gold gewann, holten die anderen vier Spieler, ebenfalls alle Deutsche, Franz Beckenbauer, Horst-Dieter Höttges, Sepp Maier und Wolfgang Overath ihre Medaillen 1966 (Silber), 1970 (Bronze) und 1974 (Gold).
Als einer von sechs Deutschen neben Edmund Conen, Max Morlock, Gerd Müller, Karl-Heinz Rummenigge und Thomas Müller erzielte Klose in einem Weltmeisterschaftsspiel drei Treffer, wobei ihm im Gegensatz zu Conen und Gerd Müller kein klassischer (sog. ‚lupenreiner‘) Hattrick gelang, allerdings als Einzigem in seinem ersten WM-Spiel.
Klose war an den meisten WM-Siegen (17) beteiligt und bestritt die meisten K.-o.-Spiele (14). Mit insgesamt 24 WM-Einsätzen steht er international auf Platz drei hinter Lionel Messi (26) und Lothar Matthäus (25). Außerdem ist er der bisher einzige Spieler, der bei vier Weltmeisterschaften in Folge mindestens das Halbfinale erreicht hat. Dabei erzielte er keine schlechtere Platzierung als den dritten Platz. Zusammen mit Pelé hält er die längste Zeitspanne (zwölf Jahre) zwischen zwei Finalteilnahmen.
| Alle WM-Spiele und -Tore | Alle WM-Spiele und -Tore | Alle WM-Spiele und -Tore | Alle WM-Spiele und -Tore | Alle WM-Spiele und -Tore | Alle WM-Spiele und -Tore | Alle WM-Spiele und -Tore | Alle WM-Spiele und -Tore                                 | Alle WM-Spiele und -Tore  | Alle WM-Spiele und -Tore |
| Nr.                      | Tore                     | Gesamttore               | Datum                    | Ergebnis                 | Gegner                   | A/H/*                    | Austragungsort                                           | Anlass                    | Bemerkungen |
| ------------------------ | ------------------------ | ------------------------ | ------------------------ | ------------------------ | ------------------------ | ------------------------ | -------------------------------------------------------- | ------------------------- | --- |
| 01                       | 3                        | 03                       | 1. Juni 2002             | 8:0                      | Saudi-Arabien            | *                        | Sapporo (JPN), Sapporo Dome                              | WM 2002, Vorrunde         | Tore zum 1:0, 2:0 (10. Länderspieltor) und 5:0                                                                                        |
| 02                       | 1                        | 04                       | 5. Juni 2002             | 1:1                      | Irland                   | *                        | Kashima (JPN), Kashima Soccer Stadium                    | WM 2002, Vorrunde         | |
| 03                       | 1                        | 05                       | 11. Juni 2002            | 2:0                      | Kamerun                  | *                        | Fukuroi (JPN), Shizuoka-Ecopa-Stadion                    | WM 2002, Vorrunde         | Klose erzielte als erster Spieler fünf Kopfballtore bei einer WM.                                                                     |
| 04                       |                          | 05                       | 15. Juni 2002            | 1:0                      | Paraguay                 | *                        | Seogwipo (KOR), Jeju-World-Cup-Stadion                   | WM 2002, Achtelfinale     | |
| 05                       |                          | 05                       | 21. Juni 2002            | 1:0                      | Vereinigte Staaten       | *                        | Ulsan (KOR), Ulsan-Munsu-Fußballstadion                  | WM 2002, Viertelfinale    | |
| 06                       |                          | 05                       | 25. Juni 2002            | 1:0                      | Südkorea                 | A                        | Seoul (KOR), Seoul-World-Cup-Stadion                     | WM 2002, Halbfinale       | |
| 07                       |                          | 05                       | 30. Juni 2002            | 0:2                      | Brasilien                | *                        | Yokohama (JPN), International Stadium                    | WM 2002, Finale           | |
| 08                       | 2                        | 07                       | 9. Juni 2006             | 4:2                      | Costa Rica               | H                        | München, FIFA-WM-Stadion München                         | WM 2006, Vorrunde         | Das Tor zum 2:1 war sein 25. Länderspieltor.                                                                                          |
| 09                       |                          | 07                       | 14. Juni 2006            | 1:0                      | Polen                    | H                        | Dortmund, Westfalenstadion                               | WM 2006, Vorrunde         | |
| 10                       | 2                        | 09                       | 20. Juni 2006            | 3:0                      | Ecuador                  | H                        | Berlin, Olympiastadion                                   | WM 2006, Vorrunde         | |
| 11                       |                          | 09                       | 24. Juni 2006            | 2:0                      | Schweden                 | H                        | München, FIFA-WM-Stadion München                         | WM 2006, Achtelfinale     | |
| 12                       | 1                        | 10                       | 30. Juni 2006            | 1:1 n. V., 4:2 i. E.     | Argentinien              | H                        | Berlin, Olympiastadion                                   | WM 2006, Viertelfinale    | Als zweiter Spieler nach Teófilo Cubillas (Peru, 1970 und 1978) erzielt er zweimal 5 Tore bei WM-Turnieren.                           |
| 13                       |                          | 10                       | 4. Juli 2006             | 0:2 n. V.                | Italien                  | H                        | Dortmund, Westfalenstadion                               | WM 2006, Halbfinale       | |
| 14                       |                          | 10                       | 8. Juli 2006             | 3:1                      | Portugal                 | H                        | Stuttgart, Gottlieb-Daimler-Stadion                      | WM 2006, Spiel um Platz 3 | Mit fünf Treffern wurde Klose Torschützenkönig dieser WM.                                                                             |
| 15                       | 1                        | 11                       | 13. Juni 2010            | 4:0                      | Australien               | *                        | Durban (RSA), Moses-Mabhida-Stadion                      | WM 2010, Vorrunde         | |
| 16                       |                          | 11                       | 18. Juni 2010            | 0:1                      | Serbien                  | *                        | Port Elizabeth (RSA), Nelson-Mandela-Bay-Stadion         | WM 2010, Vorrunde         | Klose erhielt die Gelb-Rote Karte. |
| 17                       | 1                        | 12                       | 27. Juni 2010            | 4:1                      | England                  | *                        | Bloemfontein (RSA), Free-State-Stadion                   | WM 2010, Achtelfinale     | 50. Länderspieltor |
| 18                       | 2                        | 14                       | 3. Juli 2010             | 4:0                      | Argentinien              | *                        | Kapstadt (RSA), Green Point Stadium                      | WM 2010, Viertelfinale    | Kloses 100. Länderspiel; mit seinen WM-Toren 13 und 14 zog er mit Gerd Müller gleich.                                                 |
| 19                       |                          | 14                       | 7. Juli 2010             | 0:1                      | Spanien                  | *                        | Durban (RSA), Moses-Mabhida-Stadion                      | WM 2010, Halbfinale       | |
| 20                       | 1                        | 15                       | 21. Juni 2014            | 2:2                      | Ghana                    | *                        | Fortaleza (BRA), Estádio Plácido Aderaldo Castelo        | WM 2014, Vorrunde         | Mit seinem 15. Treffer bei einer WM stellte Klose den Rekord von Ronaldo ein.                                                         |
| 21                       |                          | 15                       | 26. Juni 2014            | 1:0                      | Vereinigte Staaten       | *                        | Recife (BRA), Arena Pernambuco                           | WM 2014, Vorrunde         | |
| 22                       |                          | 15                       | 4. Juli 2014             | 1:0                      | Frankreich               | *                        | Rio de Janeiro (BRA), Maracanã                           | WM 2014, Viertelfinale    | |
| 23                       | 1                        | 16                       | 8. Juli 2014             | 7:1                      | Brasilien                | A                        | Belo Horizonte (BRA), Estádio Governador Magalhães Pinto | WM 2014, Halbfinale       | Klose stand als erster Spieler zum vierten Mal in einem WM-Halbfinale und wurde durch sein 16. WM-Tor alleiniger WM-Rekordtorschütze. |
| 24                       |                          | 16                       | 13. Juli 2014            | 1:0 n. V.                | Argentinien              | *                        | Rio de Janeiro (BRA), Maracanã                           | WM 2014, Finale           | 137. und letztes Länderspiel |

## Titel als Spieler

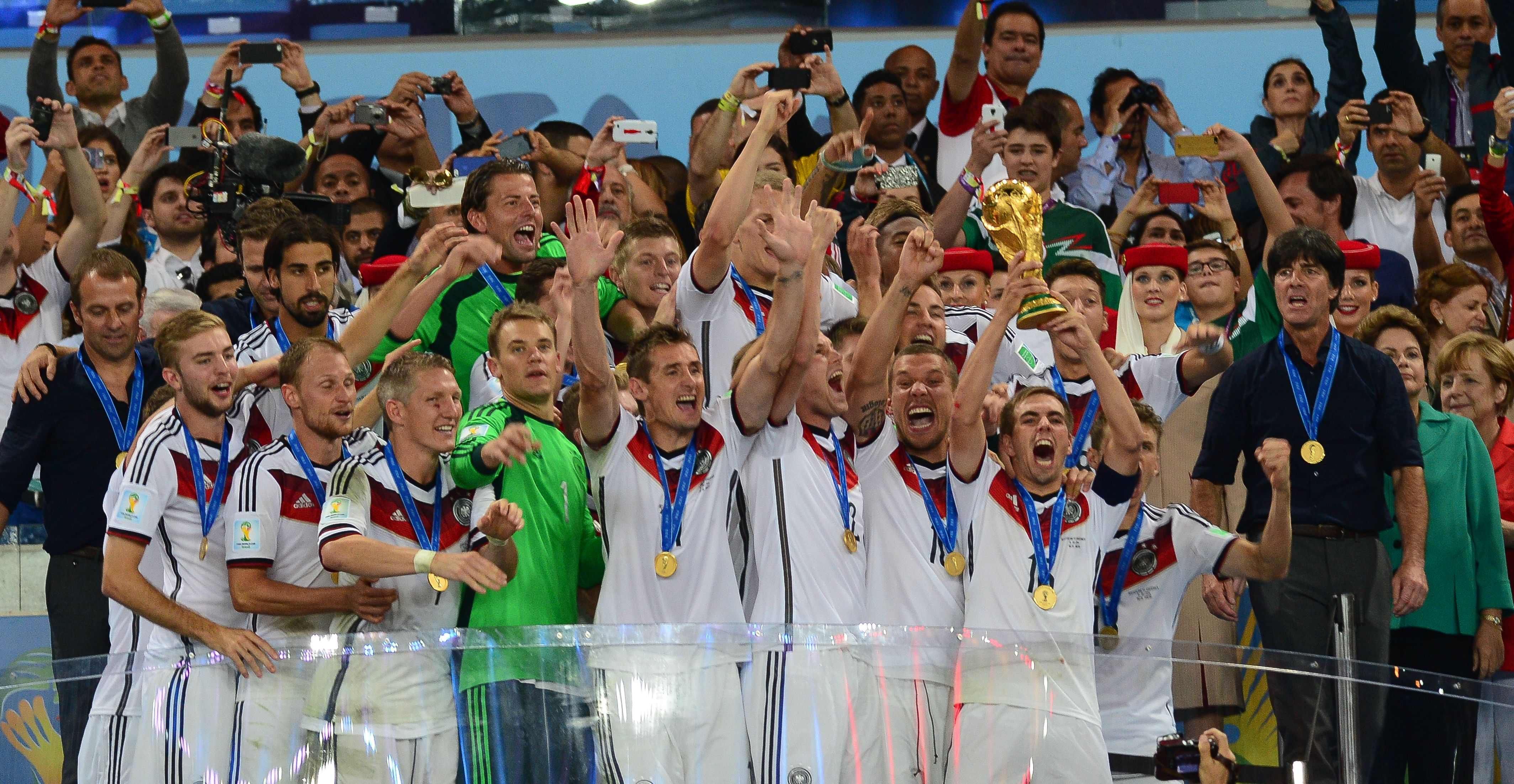
Klose (vordere Reihe, Mitte) nach dem Gewinn der WM 2014

### Nationalmannschaft
- Weltmeister: 2014

### Verein
Deutschland
- Meister (2): 2008, 2010 (beide FC Bayern München)
- Pokalsieger (2): 2008, 2010 (beide FC Bayern München)
- Supercupsieger: 2010 (FC Bayern München)
- Ligapokalsieger (2): 2006 (Werder Bremen), 2007 (FC Bayern München)

Italien
- Pokalsieger: 2013 (Lazio Rom)

### Persönliche Erfolge
- Goldener Schuh (Torschützenkönig) der Fußball-Weltmeisterschaft 2006 (5 Tore)
- Silberner Schuh der Fußball-Weltmeisterschaft 2002 (5 Tore, gemeinsam mit Rivaldo)
- Torschützenkönig der Fußball-Bundesliga 2005/06  (25 Tore)
- Fußballer des Jahres in Deutschland: 2006
- Kicker-Stürmer des Jahres: 2006
- Silbernes Lorbeerblatt: 2002, 2006, 2010, 2014
- Sportler des Jahres in Deutschland: 3. Platz 2006[49]
- Einstufung als Weltklasse in der Rangliste des deutschen Fußballs: Sommer 2006

## Titel als Trainer
- Meister der B-Junioren-Bundesliga Süd/Südwest: 2018

## Auszeichnungen
Bei der WM 2002 in Japan und Südkorea erhielt Klose als zweitbester Torschütze (5 Treffer) den Silbernen Schuh. Bei der WM 2006 in Deutschland wurde Klose als zweiter Deutscher nach Gerd Müller 1970 mit dem Goldenen Schuh für den besten Torschützen ausgezeichnet. Während der WM 2006 wurde er von der Technischen Studien-Gruppe der FIFA (TSG) zweimal zum „Man of the Match“ gewählt (Spiele gegen Costa Rica und Schweden). Nach dem Halbfinale der WM 2006 wurde er von der FIFA für das Allstar-Team benannt. Am 19. August 2002, am 14. August 2006, am 5. Oktober 2010 und am 10. November 2014 erhielt er – wie alle Spieler der deutschen Nationalmannschaft – das Silberne Lorbeerblatt durch den deutschen Bundespräsidenten. Er ist damit der Sportler, der diese Auszeichnung am häufigsten erhalten hat.
Im August 2006 wurde Klose von den deutschen Sportjournalisten mit großer Mehrheit zum Fußballer des Jahres gewählt. In der Saison 2005/06 wurde Klose nicht nur mit 25 Treffern in 26 Spielen Bundesliga-Torschützenkönig, sondern überbot auch (durch 14 Vorlagen) mit insgesamt 39 Punkten den von Aílton in der Vorsaison aufgestellten Rekord in der seit der Saison 1995/96 geführten Scorerliste des Sportmagazins kicker. Einstufung als Weltklasse in der Rangliste des deutschen Fußballs: Sommer 2006.
In derselben Saison wurde Klose zudem im Oktober 2005 und Mai 2006 zweimal zum Fußballer des Monats gekürt. Bereits bei der Wahl zum Spieler des Monats im September 2005 hatte Miroslav Klose zur Wahl gestanden. Von den Mitgliedern der Vereinigung der Vertragsfußballer (VdV) wurde er außerdem zum VdV-Spieler der Saison 2005/06 gewählt. Bei dieser Wahl erhielt er 64 % der Stimmen. In einer Umfrage der Fachzeitschrift kicker wurde Klose von 249 Bundesligaprofis mit 38,3 % zum besten Feldspieler der Vorrunde 05/06 und von 46,8 % (233 Teilnehmer) zum besten Feldspieler der Saison gewählt. Vom Fernsehsender Premiere wurde er am Saisonende als bester Spieler der Saison 2005/06 ausgezeichnet.
Am 28. September 2005 wurde Klose von den Besuchern des Werder-Museums „Wuseum“ zum „Spieler der Saison 2004/05“ gewählt. Insgesamt 5000 Besucher hatten gewählt, und Klose gewann die Wahl mit 25 % der Stimmen.
Bei der Wahl zu Europas Fußballer des Jahres 2006 belegte Klose als bester Deutscher den siebten Platz. Bei der Wahl zum Sportler des Jahres 2006 errang er den dritten Platz.
Am 11. September 2014 ehrte die Deutschlandstiftung Integration Klose mit dem Preis Goldene Victoria. Die Laudatio hielt Bundeskanzlerin Angela Merkel. Sie würdigte Klose dabei als „wunderbares Vorbild für den Fußball wie auch für ein gutes Miteinander im alltäglichen Leben“.
Die Zeitschrift Gentlemen’s Quarterly zeichnete Klose als „GQ Mann des Jahres 2014“ in der Kategorie Sport aus. Am 13. November 2014 erhielt Klose bei der Bambi-Verleihung gemeinsam mit Philipp Lahm den Ehrenpreis der Jury. Die Laudatio hielt Bastian Schweinsteiger.
2018 wurde Klose mit dem Sankt Georgs Orden des Dresdner Semperopernballes ausgezeichnet. Am 28. Februar 2018 wurde Klose zum Ehrenbürger seiner Geburtsstadt Opole ernannt.
Im November 2021 wurde Klose in die Hall of Fame des deutschen Fußballs aufgenommen. 2023 erhielt er den UEFA President’s Award.

## Fairplay
Für sein faires Verhalten während der Bundesligabegegnung des 31. Spieltages der Saison 2004/05 zwischen Werder Bremen und Arminia Bielefeld am 30. April 2005 (Endstand 3:0) erhielt Klose von der Deutschen Olympischen Gesellschaft die Fair-Play-Plakette des deutschen Sports, vom Verband Deutscher Sportjournalisten (VDS) die Fairplay-Trophäe und vom DFB die DFB-Medaille Fair ist mehr. Beim Stand von 0:0 hatte der Schiedsrichter einen Elfmeter für Werder Bremen gegeben. Klose gab daraufhin beim Schiedsrichter an, dass der gegnerische Torwart ihn im Strafraum regelgerecht vom Ball getrennt und nicht gefoult habe. Der Schiedsrichter Herbert Fandel nahm daraufhin die Elfmeterentscheidung und die Gelbe Karte gegen Torhüter Mathias Hain zurück.
Am fünften Spieltag der Saison 2012/13 in der italienischen Serie A erzielte Klose im Spitzenspiel gegen den SSC Neapel in der vierten Spielminute regelwidrig mithilfe seiner Hand ein Tor für Lazio Rom. Klose erklärte nach Protesten der Gegenspieler dem Schiedsrichter, dass er bei seinem Treffer mit der Hand am Ball war. Das Tor wurde daraufhin nicht gegeben; Lazio verlor das Spiel mit 0:3. Hierfür erhielt er vom DFB zum zweiten Mal die DFB-Medaille Fair ist mehr und vom AC Florenz die Violette Karte, eine Auszeichnung für Ehrlichkeit und Fairness im Sport.

## Wissenswertes
Klose feierte seine Tore häufig mit einem Salto vorwärts, dies brachte ihm den Beinamen „Salto-Klose“ ein. Ein Einspieler im Musikvideo zur WM-Hymne Waka Waka (This Time for Africa) ist einer seiner Salti. Später verzichtete er aufgrund des Verletzungsrisikos darauf, zeigte den Salto allerdings bei wichtigen Toren erneut.
Klose ist seit dem 31. Dezember 2004 mit einer gebürtigen Polin verheiratet und Vater von Zwillingssöhnen (* 2005). Beide Söhne spielen mit der U19 des TSV 1860 München in der A-Junioren-Bundesliga.
Klose gilt als sehr heimatverbunden. Er spricht mit der Familie oder Kollegen, wie dem ebenfalls aus Polen stammenden ehemaligen Nationalmannschaftskollegen Lukas Podolski, häufig Polnisch. Anders als Podolski ist Klose in seinem Geburtsland unbeliebt. Dies beruhe darauf, dass er sich als Deutscher fühle, vermeintlich in der Öffentlichkeit seltener Polnisch spreche und anders als Podolski auch die deutsche Nationalhymne gesungen hatte. Neben Polnisch und Deutsch spricht er fließend Italienisch und Englisch. Zudem konnte er in seiner Kindheit auch Französisch sprechen, hat es aber im Laufe der Zeit verlernt.
Am Musikvideo zum Song Hope der Rockband Room77 wirkte Klose zusammen mit Philipp Lahm und Mario Gómez mit.
Er und seine Familie gehören der römisch-katholischen Kirche an. Klose war Messdiener und Sternsinger. Er wurde zusammen mit seiner Ehefrau am 6. März 2012 in Privataudienz von Papst Benedikt XVI. im Vatikan empfangen.
Klose engagierte sich ehrenamtlich für die Deutsche Knochenmarkspenderdatei und warb 2008 und 2010 bundesweit auf Plakaten für die Stammzellspende.
Seit 2005 ist Klose Schirmherr des Ronald McDonald Hauses in Homburg für Familien schwer kranker Kinder, welches er miteröffnete.
Klose ist leidenschaftlicher Hobbyangler.
In der Saison 2023/24 war Klose als TV-Experte bei Champions-League-Spielen für Prime Video sowohl in Italien als auch in Deutschland tätig.

## Statistik
| Verein               | Saison    | Liga   | Liga | Pokal  | Pokal | Europapokal | Europapokal | Gesamt | Gesamt |
| Verein               | Saison    | Spiele | Tore | Spiele | Tore  | Spiele      | Tore        | Spiele | Tore   |
| -------------------- | --------- | ------ | ---- | ------ | ----- | ----------- | ----------- | ------ | ------ |
| 1. FC Kaiserslautern | 1999/2000 | 2      | 0    | 0      | 0     | 0           | 0           | 2      | 0      |
| 1. FC Kaiserslautern | 2000/01   | 29     | 9    | 4      | 0     | 12          | 2           | 45     | 11     |
| 1. FC Kaiserslautern | 2001/02   | 31     | 16   | 4      | 0     | 0           | 0           | 35     | 16     |
| 1. FC Kaiserslautern | 2002/03   | 32     | 9    | 4      | 4     | 0           | 0           | 36     | 13     |
| 1. FC Kaiserslautern | 2003/04   | 25     | 10   | 1      | 1     | 2           | 1           | 28     | 12     |
| 1. FC Kaiserslautern | Gesamt    | 119    | 44   | 13     | 5     | 14          | 3           | 147    | 52     |
| Werder Bremen        | 2004/05   | 32     | 15   | 5      | 0     | 8           | 2           | 45     | 17     |
| Werder Bremen        | 2005/06   | 26     | 25   | 5      | 2     | 9           | 4           | 40     | 31     |
| Werder Bremen        | 2006/07   | 31     | 13   | 3      | 0     | 13          | 2           | 47     | 15     |
| Werder Bremen        | Gesamt    | 89     | 53   | 13     | 2     | 30          | 8           | 132    | 63     |
| FC Bayern München    | 2007/08   | 27     | 10   | 6      | 5     | 12          | 5           | 47     | 21     |
| FC Bayern München    | 2008/09   | 26     | 10   | 4      | 3     | 8           | 7           | 38     | 20     |
| FC Bayern München    | 2009/10   | 25     | 3    | 5      | 2     | 8           | 1           | 38     | 6      |
| FC Bayern München    | 2010/11   | 21     | 1    | 4      | 3     | 2           | 1           | 27     | 5      |
| FC Bayern München    | Gesamt    | 99     | 24   | 21     | 14    | 30          | 14          | 149    | 52     |
| Lazio Rom            | 2011/12   | 27     | 12   | 2      | 0     | 6           | 3           | 35     | 15     |
| Lazio Rom            | 2012/13   | 29     | 15   | 2      | 0     | 5           | 1           | 36     | 16     |
| Lazio Rom            | 2013/14   | 25     | 7    | 1      | 0     | 3           | 1           | 29     | 8      |
| Lazio Rom            | 2014/15   | 34     | 13   | 4      | 3     | 0           | 0           | 38     | 14     |
| Lazio Rom            | 2015/16   | 24     | 7    | 3      | 0     | 4           | 1           | 31     | 8      |
| Lazio Rom            | Gesamt    | 139    | 54   | 13     | 3     | 18          | 6           | 169    | 61     |
| Gesamt               | Gesamt    | 446    | 168  | 60     | 24    | 92          | 31          | 597    | 228    |